# Partidul Mișcarea Populară
Partidul Mișcarea Populară (PMP) este un partid politic extraparlamentar din România care se revendică aparținând zonei de centru-dreapta, actualmente reprezentat în Parlamentul European (PE) de un singur europarlamentar (i.e., Eugen Tomac), lansat de Fundația Mișcarea Populară, înființat în anul 2014 și creat la inițiativa fostului președinte al statului, Traian Băsescu, după ce susținătorii săi au părăsit Partidul Democrat Liberal (PDL). În urma alegerilor parlamentare din 2016, partidul a avut grup parlamentar în Parlament în legislatura 2016–2020 a Camerei Deputaților și Senatului.

## Istoric
La data de 23 martie 2013, după Convenția Națională a Partidului Democrat Liberal (PDL) pentru alegerea conducerii, președintele României, Traian Băsescu, a anunțat printr-un mesaj postat pe Facebook că se desparte de PDL, acuzând fraudarea rezultatului votului de către echipa lui Vasile Blaga pentru ca acesta să fie reales președintele PDL, în situația în care președintele o susținea pe Elena Udrea.
Astfel, susținătorii lui Băsescu au lansat la data de 26 martie 2013, Fundația Mișcarea Populară. Pe 18 mai 2013, conducerea fundației a anunțat că inițiază un sondaj privind transformarea în partid a organizației. Pe 25 mai 2013, s-au anunțat rezultatele sondajului: 58% din voturi pentru co-existența fundației și partidului, 31% pentru transformarea fundației în partid și 11% pentru menținerea status-quo-ului.
După anunțarea rezultatelor sondajului, conducerea fundației a inițiat o campanie de strângere de semnături și un comitet de inițiativă, compus din Eugen Tomac, Cristian Petrescu, Teodor Baconschi, Adrian Papahagi și Dragoș Ciuparu, pentru înființarea partidului. În două luni, Fundația Mișcarea Populară a reușit să strângă semnăturile necesare pentru înregistrarea Partidului Mișcarea Populară.
Partidul Mișcarea Populară (PMP) a fost lansat neoficial la data de 23 iulie 2013 de către Fundația Mișcarea Populară. După o ședință, fostul deputat PDL, Eugen Tomac, a fost însărcinat ca președinte al partidului și Cristian Petrescu a fost desemnat secretar general al partidului.
Pe 3 februarie 2014, mai mulți deputați au anunțat în fața Parlamentului că au demisionat din PDL pentru a se alătura Partidului Mișcarea Populară. Între ei erau foștii miniștri Elena Udrea și Theodor Paleologu și deputații Florin Popescu, Aurelian Popescu, Adrian Gurzău, Florin Secară, Camelia Bogdănici, Petru Movilă, Ștefan Bucur Stoica și Dragoș Gunia.
În aprilie 2014, PMP a inițiat o petiție împotriva accizelor la carburanți introduse de guvernul Ponta.
O verificare din partea corpului de control al guvernului a listelor de semnături a generat un scandal mediatic.
Din cele 300.000 de semnături, peste 200.000 nu au putut fi identificate, fie deoarece conțineau date false, fie pentru că aparțineau unor persoane decedate.
Ca răspuns, Elena Udrea declară că va face plângere penală împotriva lui Victor Ponta.
Pe data de 8 iunie 2014, a avut loc congresul PMP. La această întâlnire a fost aleasă președinte Elena Udrea. Cu toate acestea, pe data de 30 ianuarie 2015 Elena Udrea s-a autosuspendat din funcția de președinte a partidului, interimatul fiind asigurat de Eugen Tomac. La 8 februarie 2015, a avut loc un nou congres, în urma căruia Tomac a fost ales președinte al partidului.
La 27 martie 2016, a avut loc un nou congres al PMP, culminând cu alegerea fostului președinte al României, Traian Băsescu, în funcția de președinte al Partidului Mișcarea Populară (PMP). Președinte executiv ales a fost Eugen Tomac, iar prim-vicepreședinți Cristian Diaconescu și Siegfried Mureșan. Ulterior, PMP și-a deschide câte o filială pentru diaspora în aproape statele membre ale Uniunii Europene, SUA, Canada și alte câteva state.
În perioada iulie 2016–2018, Mișcarea Populară a încercat o fuziune cu Uniunea Națională pentru Progresul României (UNPR), dar fără succes.
La alegerile parlamentare din 2016, PMP a obținut un scor de 5%, reușind intrarea în Parlament cu 18 deputați și 8 senatori, ca partid de opoziție.
În septembrie 2024, filiala PMP Suceava, una dintre cele mai puternice filiale a partidului din teritoriu, a trecut la Partidul Național Liberal (PNL), fiind absorbită de acesta din urmă integral în luna octombrie a aceluiași an.

### Coaliții și alianțe
În urma alegerilor locale din 2016, Partidul Mișcarea Populară (PMP) a încheiat protocoale de colaborare cu Partidul Social Democrat (PSD) în județele Constanța, Maramureș, Prahova și Timiș.

#### Alianța Dreapta Unită (ADU)
La data de 18 decembrie 2023, Uniunea Salvați România (USR), Partidul Mișcarea Populară (PMP) și Forța Dreptei (FD) au lansat în mod oficial o alianță electorală a celor trei partide, cunoscută ca Alianța Dreapta Unită (ADU), revendicându-se zonei de centru-dreapta respectiv dreapta din cadrul forțelor politice autohtone. 
Alianța și-a lansat lista de candidați în cadrul alegerilor europarlamentare din 2024. În ordinea locurilor eligibile, pe această listă s-au aflatː Dan Barna (USR), Vlad Voiculescu (USR), Eugen Tomac (PMP), Vlad Botoș (USR), Cristina Prună (USR), Violeta Alexandru (FD). Ulterior, Alianța Dreapta Unită (ADU) a fost dizolvată la începutul lui septembrie 2024.

## Ideologie
Partidul Mișcarea Populară (PMP) se definește ca o formațiune politică de centru-dreapta, care promovează valorile conservatoare, creștin-democrate și național-liberale. PMP susține statul de drept, economia de piață, proprietatea privată și consolidarea instituțiilor democratice. În plan social, partidul se pronunță în favoarea valorilor tradiționale, a familiei și a identității naționale.
În ceea ce privește orientarea geopolitică, PMP este un partid pro-UE și pro-NATO, susținând o Românie puternic integrată în structurile euro-atlantice. Partidul pledează pentru consolidarea rolului României în Uniunea Europeană și pentru o politică externă activă, în apărarea intereselor naționale.
Un element esențial al doctrinei PMP este susținerea fermă a unirii Republicii Moldova cu România, văzută ca un proiect strategic și istoric. Partidul consideră reunificarea ca fiind „datoria generației actuale” și promovează constant această idee în discursul public și în inițiativele sale politice.

## Conducere

### Președinți
- Eugen Tomac: 2013–2014;
- Elena Udrea: 2014–2015;
- Eugen Tomac: 2015–2016;
- Traian Băsescu: 2016–2018;
- Eugen Tomac: 2018–2020;
- Emil-Marius Pașcan: 2020–2021 (interimar);
- Cristian Diaconescu: 2021–2022;
- Eugen Tomac: 2022–prezent.

### Președinte onorific
- Traian Băsescu: 2018–prezent

## Istoric electoral
În 2024, Partidul Mișcarea Populară (PMP) a format o alianță electorală cu Uniunea Salvați România (USR) și Forța Dreptei (FD), aceasta numindu-se Alianța Dreapta Unită (ADU). Cele trei partide politice au avut candidați comuni la alegerile locale (în mare parte la nivel național) și europarlamentare (listă comună în acest caz). Ulterior, după rezultatele alegerilor locale și europarlamentare, Alianța Dreapta Unită (ADU) s-a destrămat la începutul lunii septembrie din 2024 iar Partidul Mișcarea Populară (PMP) a continuat o alianță electorală doar cu Forța Dreptei (FD), aflându-se în prezent în discuții cu Partidul Național Țărănesc Maniu-Mihalache (PNȚMM) precum și cu Partidul Alternativa Dreaptă (AD). Cele două partide au convenit susținerea pentru funcția de președinte a fostului prim-ministru Ludovic Orban precum și participarea pe o listă comună în cadrul viitoarelor alegeri parlamentare din decembrie 2024. Ulterior, Alternativa Dreaptă (AD) s-a alăturat alianței care susține candidatura lui Ludovic Orban pentru funcția supremă în stat.

### Alegeri prezidențiale
| An   | Candidat          | Primul tur | Primul tur   | Al doilea tur | Al doilea tur | Rezultat |
| An   | Candidat          | Voturi     | Procente (%) | Voturi        | Procente (%)  | Rezultat |
| ---- | ----------------- | ---------- | ------------ | ------------- | ------------- | -------- |
| 2014 | Elena Udrea       | 877.376    | 7,96 / 100   | N/A           | N/A           | Locul 4  |
| 2019 | Theodor Paleologu | 527.098    | 5,72 / 100   | N/A           | N/A           | Locul 5  |
| 2024 | Ludovic Orban     | 20.089     | 0,21 / 100   | N/A           | N/A           | Locul 11 |

### Alegeri parlamentare
| An   | Voturi  | Procente (%) | Camera Deputaților | Senat   | Poziție | Guvern           |
| ---- | ------- | ------------ | ------------------ | ------- | ------- | ---------------- |
| 2016 | 398.791 | 5,5 / 100    | 18 / 329           | 8 / 136 | 6       | Opoziție         |
| 2020 | 284.502 | 4,8 / 100    | 0 / 330            | 0 / 136 | 6       | Extraparlamentar |
| 2024 | 189.678 | 2 / 100      | 0 / 330            | 0 / 136 | 9       | Extraparlamentar |

### Alegeri europarlamentare
| An   | Voturi  | Procente (%) | Mandate | Poziție |
| ---- | ------- | ------------ | ------- | ------- |
| 2014 | 345.973 | 6,2 / 100    | 2 / 32  | 6       |
| 2019 | 522.104 | 5,7 / 100    | 2 / 32  | 5       |
| 2024 | 778.901 | 8,7 / 100    | 1 / 33  | 3       |